# 扭果四齿芥
扭果四齿芥（学名：Tetracme contorta）为十字花科四齿芥属下的一个种。